# Cyanoderma
Cyanoderma – rodzaj ptaków z rodziny tymaliowatych (Timaliidae).

## Występowanie
Rodzaj obejmuje gatunki występujące w orientalnej Azji.

## Morfologia
Długość ciała 10–13,5 cm, masa ciała 7–16 g.

## Systematyka
Rodzaj zdefiniował w 1874 roku włoski przyrodnik i ornitolog Tommaso Salvadori w artykule poświęconym systematyce borneańskich ptaków opublikowanym w czasopiśmie „Annali del Museo civico di storia naturale di Genova”. Gatunkiem typowym jest (oryginalne oznaczenie) kolcodziób modrooki (C. erythropterum).

### Etymologia
- Cyanoderma: gr. κυανος kuanos ‘ciemnoniebieski’; δερμα derma, δερματος dermatos ‘skóra’[5].
- Stachyridopsis: rodzaj Stachyris Hodgson, 1844 (cierniodziób); gr. οψις opsis ‘wygląd’[6]. Gatunek typowy: nie wskazany.

### Podział systematyczny
Do rodzaju należą następujące gatunki:
- Cyanoderma chrysaeum (Blyth, 1844) – kolcodziób złoty
- Cyanoderma erythropterum (Blyth, 1842) – kolcodziób modrooki
- Cyanoderma bicolor (Blyth, 1865) – kolcodziób śniadogłowy
- Cyanoderma melanothorax (Temminck, 1823) – kolcodziób czarnopręgi
- Cyanoderma pyrrhops (Blyth, 1844) – kolcodziób czarnobrody
- Cyanoderma ruficeps (Blyth, 1847) – kolcodziób rdzawołbisty
- Cyanoderma ambiguum (Harington, 1915) – kolcodziób bengalski
- Cyanoderma rufifrons (Hume, 1873) – kolcodziób rdzawoczelny